# Campionati mondiali di ginnastica aerobica 1998
I Campionati mondiali di ginnastica aerobica 1998 sono stati la 4ª edizione della competizione organizzata dalla Federazione Internazionale di Ginnastica.
Si sono svolti a Catania, in Italia, dal 15 al 16 maggio 1997.

## Medagliere
| Pos.   | Nazione       | Oro | Argento | Bronzo | Totale |
| ------ | ------------- | --- | ------- | ------ | ------ |
| 1      | Russia        | 1   | 0       | 1      | 2      |
| 2      | Ungheria      | 1   | 0       | 0      | 1      |
| 2      | Giappone      | 1   | 0       | 0      | 1      |
| 2      | Spagna        | 1   | 0       | 0      | 1      |
| 5      | Romania       | 1   | 0       | 2      | 3      |
| 6      | Bulgaria      | 0   | 1       | 0      | 1      |
| 6      | Corea del Sud | 0   | 1       | 0      | 1      |
| 6      | Brasile       | 0   | 1       | 0      | 1      |
| 7      | Svezia        | 0   | 0       | 1      | 1      |
| Totale | Totale        | 4   | 4       | 4      | 12     |

## Podi
| Evento                | Oro             | Argento        | Bronzo               |
| Individuale maschile  | Jonathan Canada | Kwang-Soo Park | Stanislav Marchenkov |
| Individuale femminile | Yuriko Ito      | Isamari Secati | Izabela Lăcătuș      |
| Coppia mista          | Bulgaria        | Bulgaria       | Romania              |
| Trio                  | Ungheria        | Romania        | Svezia               |